# Епіцентр Унії
Епіцентр Унії — київський реп-гурт, заснований у 2001 році. За час існування неодноразово змінювався склад, але основа і стиль залишалися незмінними. Учасники, переможці, спеціальні гості та судді багатьох хіп-хоп фестивалів, виступали в більшості міст України, Білорусі, Польщі.

## Історія гурту
Датою створення гурту вважається 21 січня 2001 року. Перші учасники гурту:
- Сергій Кошель («Вальд»)
- Маслечкін Володимир («Масло»)
- Олександр Шевченко («Са»).

Першу славу гурт отримав після перемоги на всеукраїнському фестивалі «Велич Слова» у 2004 році в місті Хмельницький. До гурту приєдналися бітмейкер Дмитро Гаврилюк («Dmitry Gee»), фіналіст Snickers Урбания Дмитро Зеленський («Зелл»), переможець Snickers Урбания Мирослав Гришин («Меро»). Відразу після перемоги гурт почали запрошувати в інші міста України Київ, Львів, Суми, Тернопіль, Житомир, Яготин, Харків, Чернігів, Івано-Франківськ, Калуш, Малин, Бровари, Харків, Мігово, Вінниця. У 2007-му до гурту приєднались Den Da Funk (гурт «кАчевники»), Влад, Jiffy J (Пильца).
Співпрацювали з такими виконацями як DaHok, На Відміну Від, Шнель Шпрехен, У.еР.Асквад, Вульфф, Іван Буян, Oneok (Іван Клименко із Сальто Назад), Мяч (Бамбинтон), Доберман (Вова Добер).
У 2006 році записали пісню «Живе Беларусь» з відомим революційним гуртом з Білорусі Чырвоным па Белым та Сашком Положинським (гурт Тартак).
Перший промоальбом «Хмельной реп» записаний в 2008 році було викладено для безкоштовного завантаження на популярних інтернет-хіп-хоп ресурсах. В альбомі брали участь Іван Клименко «Oneok» гурт Сальто Назад, гурт На Відміну Від та багато друзів і на той час популярних виконавців на київський андерграунд сцені. Другий альбом був записаний в 2009 році і мав назву «Флейта Позвоночник». Також у 2009 році гурт записав пісню «Америка сплошь» із білоруським гуртом ТО Лопата і американським репером Popa Chief із легендарних Zu Ninjaz. У 2010 взяли участь в альбомі білоруського репера Zeman (Zeman — Апельсин (2010)). У 2011 році перемогли на міжнародному фестивалі музики та кіно TEN FESTIWAL KIJÓW — WARSZAWA. Сергій Кошель «Вальд» починає організовувати творчі вечори «Хип-хоп Двор», «Искра» і фестиваль «Дворфест». Ці вечірки, творчі вечори, фестивалі були спрямовані на розвиток молодої української хіп-хоп культури. За цей період гурт неодноразово виступав на фестивалях в містах Білорусі Мінськ, Кореличі, Дзержинськ та в Варшаві (Польща). Взяли участь в альбомі білоруського репера Вожика (Вожык — У віры падзей (2011)).
До 2012 року гурт вів роботу над альбомом, який довго чекали слухачі, але світ так і не побачив цього альбому, через розпад гурту.
У 2018 році гурт відновив творчість. Класичний стиль та україномовні тексти. Записали ряд сумісних пісень з репером Міха з Хімії (Туман, Динозаври з Підземелля, Лабіринт).
Соціальна пісня про війну Країна Свят.
Потрапили до підбірки гуртів, які взяли участь у розвитку українського хіп-хопу. В 2020 дали інтерв'ю на радіо Київ фм.

## Учасники
- Сергій Кошель — «Вальд»
- Маслечкін Володимир — «Масло»
- Олександр Шевченко — «Са»
- Дмитро Гаврилюк — «Dmitry Gee»
- Дмитро Зеленський — «Зелл»

## Дискографія
- Елегия (2002)
- Хмельной Реп (2007)
- Флейта Позвоночник (2009)